# 補償機率
補償機率（英語：Equalized odds），又稱均等化赔率和差异性错误处理，是机器学习中衡量公平性的一种方法。如果受保护组和未受保护组的被试者的真阳率和假阳率相等，满足以下公式，则分类器满足这一定义：
{\displaystyle P(R=+|Y=y,A=a)=P(R=+|Y=y,A=b)\quad y\in \{+,-\}\quad \forall a,b\in A}
舉一個例子，{\displaystyle A}可以為性別、種族等我們希望沒有偏見的特徵，而{\displaystyle Y}為該人是否能夠勝任學位，輸出{\displaystyle R}則為學校決定是否給予該人入讀學位。在這語境下，獲得同樣考試成績的美國黑人的大學入讀率比白人的大學入讀率高也可以符合補償機率的條件。
最初，这个概念是针对二元类的定义。2017年，Blake Woodworth进一步将该概念推廣为多类。